# Kiss (When the Sun Don't Shine)
Kiss (When the Sun Don't Shine) is een nummer van de Nederlandse eurodancegroep Vengaboys uit 1999. Het is de eerste single van hun derde studioalbum The Platinum Album.
"Kiss (When the Sun Don't Shine)" leverde Vengaboys wederom een grote Europese danshit op, met top 10-noteringen in diverse landen. Ook in eigen land was het nummer zeer succesvol; het bereikte de 2e positie in de Nederlandse Top 40. In de Vlaamse Ultratop 50 bereikte de plaat een 5e positie.

## Tracklijst
Cd-single
1. "Kiss (When The Sun Don't Shine)" (Hitradio) - 3:33
2. "Kiss (When The Sun Don't Shine)" (Hitradio XXL) – 5:25